# Elizabeth Garrett Anderson
Elizabeth Garrett Anderson (Whitechapel, 9 de junho de 1836 – Aldeburgh, 17 de dezembro de 1917), foi uma médica e sufragista britânica. 
Foi a primeira inglesa a qualificar-se como médica e cirurgiã na Grã-Bretanha, tendo sido co-fundadora do primeiro hospital dirigido por mulheres, primeira decana de uma escola médica britânica, primeira mulher a graduar-se em Medicina na França e a primeira a ocupar um cargo de prefeita e magistrada em todo o Reino Unido.

## Biografia
Elizabeth nasceu em 1836, em Whitechapel, na capital inglesa. Era a segunda entre os 11 filhos de Newson Garrett (1812–1893), de Leiston, e sua esposa, Louisa Dunnell, de Londres. Seus avós e bisavós fora mineiros da região de Suffolk, no século anterior. Newson era o mais novo de três irmãos e apesar de não ter formação acadêmica, tinha o tino para os negócios. Saindo de sua cidade, ele foi para Londres, onde enriqueceu e se apaixonou pela cunhada de seu irmão, Louisa, filha de um estalajadeiro da região. Após o casamento, eles foram morar no distrito de Whitechapel. Seus primeiros três filhos nasceram praticamente um atrás do outro: Louie, Elizabeth e Dunnell, que morreu com apenas seis meses de vida.
Quando Elizabeth tinha apenas três anos de idade, a família se mudou para outro endereço, por dois anos, onde mais um filho nasceu. Os negócios do pai cresceram e mais filhos vieram, Edmund (1840), Alice (1842), Agnes (1845), Millicent (1847), que se tornaria líder da campanha constitucional pelo sufrágio feminino, Sam (1850), Josephine (1853) e George (1854). Por volta de 1850, Newson era um empresário de sucesso e os filhos cresceram em meio à riqueza e com oportunidades que outras crianças não teriam.

## Carreira
Não havia escola em Aldeburgh, onde a família morava na época, então Elizabeth teve suas primeiras aulas com a mãe. Aos 10 anos, uma governanta foi contratada para educar as meninas da família. Elizabeth não gostava da governanta e costumava enfrentá-la durante as aulas. Quando Elizabeth tinha 13 e Louie tinha 15 anos, as duas foram enviadas para Boarding School for Ladies in Blackheath, uma escola privada em Londres, dirigida pelo poeta Robert Browning. Lá aprenderam francês, italiano e alemão, bem como literatura e boas maneiras, ainda que Elizabeth não lembrasse dessa época com estima.
Com o fim dos estudos na escola privada, Elizabeth se dedicou aos afazeres domésticos por cerca de nove anos, ainda que continuasse a estudar latim e aritmética pelas manhãs e fosse leitora voraz. Em 1854, quando tinha 18 anos, Elizabeth e sua irmã mais velha visitaram amigas de escola, onde conheceram Emily Davies, feminista e futura co-fundadora do Girton College, em Cambridge. Foi no English Woman's Journal, em 1858 que Elizabeth leu a respeito de Elizabeth Blackwell, primeira mulher formada em medicina nos Estados Unidos. Quando Blackwell visitou Londres, em 1859, Elizabeth viajou para a capital para conhecê-la. Nessa época, sua irmã Louie estava casada e morando em Londres.
Elizabeth se filiou à Society for Promoting the Employment of Women, que organizou as palestras de Blackwell, onde exaltava a carreira médica como algo a ser seguido pelas mulheres. Uma reunião privada entre Garrett e Blackwell aconteceu e durante uma visita a Emily Davies elas definiram carreiras que seriam vitais para o avanço dos direitos das mulheres: Garret lideraria os avanços na medicina, Davies para o ensino universitário e Millicent, com apenas 13 anos de idade, se dedicaria ao voto feminino e à carreira política. Newson se opôs à ideia radical para a época de ver sua filha se tornando médica, mas acabou convencido em apoiá-la.

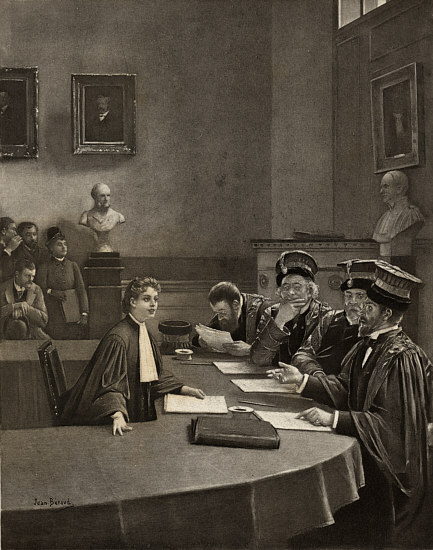
Elizabeth em frente à banca examinadora, antes de 1935

Após uma visita inicial sem sucesso aos principais médicos da Harley Street, Elizabeth decidiu passar os próximos seis meses como enfermeira cirúrgica no Hospital de Middlesex, em agosto de 1860. Mostrando-se uma ótima enfermeira, ela foi autorizada a trabalhar no ambulatório, depois em sua primeira cirurgia. Não conseguiu se matricular na faculdade de medicina, mas teve permissão para ter aulas de grego, latim e matérias relacionadas à medicina com o boticário do hospital, enquanto continuava como enfermeira. Contratando um professor particular, teve aulas de anatomia e fisiologia três vezes por semana. Eventualmente, foi aceita na sala de dissecação e nas aulas de química.
Aos poucos, Elizabeth se tornou uma figura má-recebida pelos colegas homens nas salas de aula. Em 1861, eles rejeitaram sua presença e apesar do apoio que ela recebia da administração. Obrigada a abandonar o hospital, Elizabeth recebeu com honras certificados em química e medicina. Assim, ela se candidatou à uma vaga em várias universidades, incluindo Oxford, Cambridge, Glasgow, Edimburgo, Royal College of Surgeons e St Andrews e foi negada em todas elas.
Não era apenas Elizabeth que batalhava para conseguir o estudo formal em medicina. Sophia Jex-Blake também precisou seguir outros caminhos para conseguir a licença através de exames, admissões em cursos especiais e outras áreas correlatas. Tendo obtido um certificado em anatomia e fisiologia com professores particulares, Elizabeth foi admitida em 1862 pela Sociedade dos Boticários que, como condição de seu estatuto, não podiam excluí-la legalmente por causa de seu gênero.
Finalmente, depois de uma longa batalha e sucessivas negativas de universidades e faculdades de medicina, em 1865, Elizabeth prestou a prova e conseguiu uma licença da Sociedade dos Boticários, que lhe autorizava a prática da medicina, tornando-se assim a primeira mulher no Reino Unido a ser uma médica qualificada e licenciada. Após sua licença, a Sociedade dos Boticários rapidamente alterou seu estatuto para impedir que outras mulheres seguissem o mesmo caminho. Foi apenas em 1876 que qualquer pessoa, independente de seu gênero, foi autorizada a prestar provas e obter certificação médica.

## Vida pessoal
Elizabeth se casou com James George Skelton Anderson, em 1871, mas não abriu mão da carreira nem do ativismo sufragista. O casal teve três filhos, Louisa (1873–1943), que seguiu os passos da mãe, Margaret (1874–1875), que morreu de meningite e Alan (1877–1952). Elizabeth e James se aposentaram em 1902, indo morar em Aldeburgh. James morreu devido a um AVC em 1907.
Em 9 de novembro de 1908, Elizabeth foi eleita prefeita de Aldeburgh, a primeira mulher eleita prefeita na Inglaterra, sendo que seu pai já tinha sido prefeito em 1889.

## Morte
Elizabeth morreu em Aldeburgh, em 17 de dezembro de 1917, aos 81 anos. Ela foi sepultada no cemitério da igreja de St Peter and St Paul, em Aldeburgh.